# Jakubowo (powiat mrągowski)
Jakubowo (niem. Jakobsdorf) – wieś w Polsce położona w województwie warmińsko-mazurskim, w powiecie mrągowskim, w gminie Piecki.
| SIMC    | Nazwa        | Rodzaj    |
| ------- | ------------ | --------- |
| 0486126 | Probark Mały | część wsi |
| 0486132 | Żabieniec    | część wsi |

W latach 1975–1998 miejscowość administracyjnie należała do województwa olsztyńskiego.